# Pieczywo chrupkie

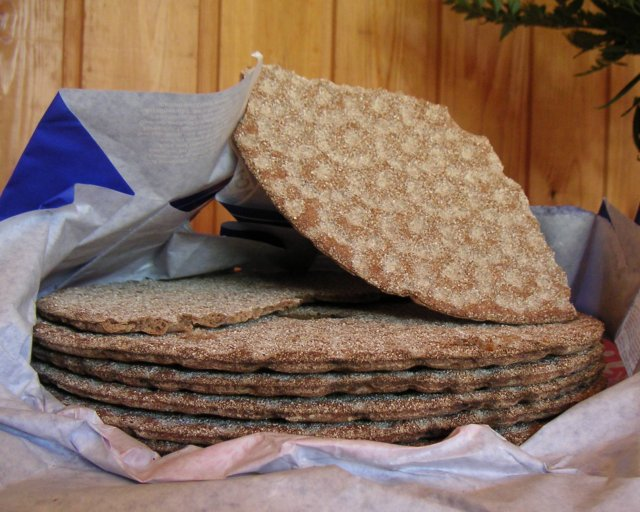
Pieczywo chrupkie typu szwedzkiego

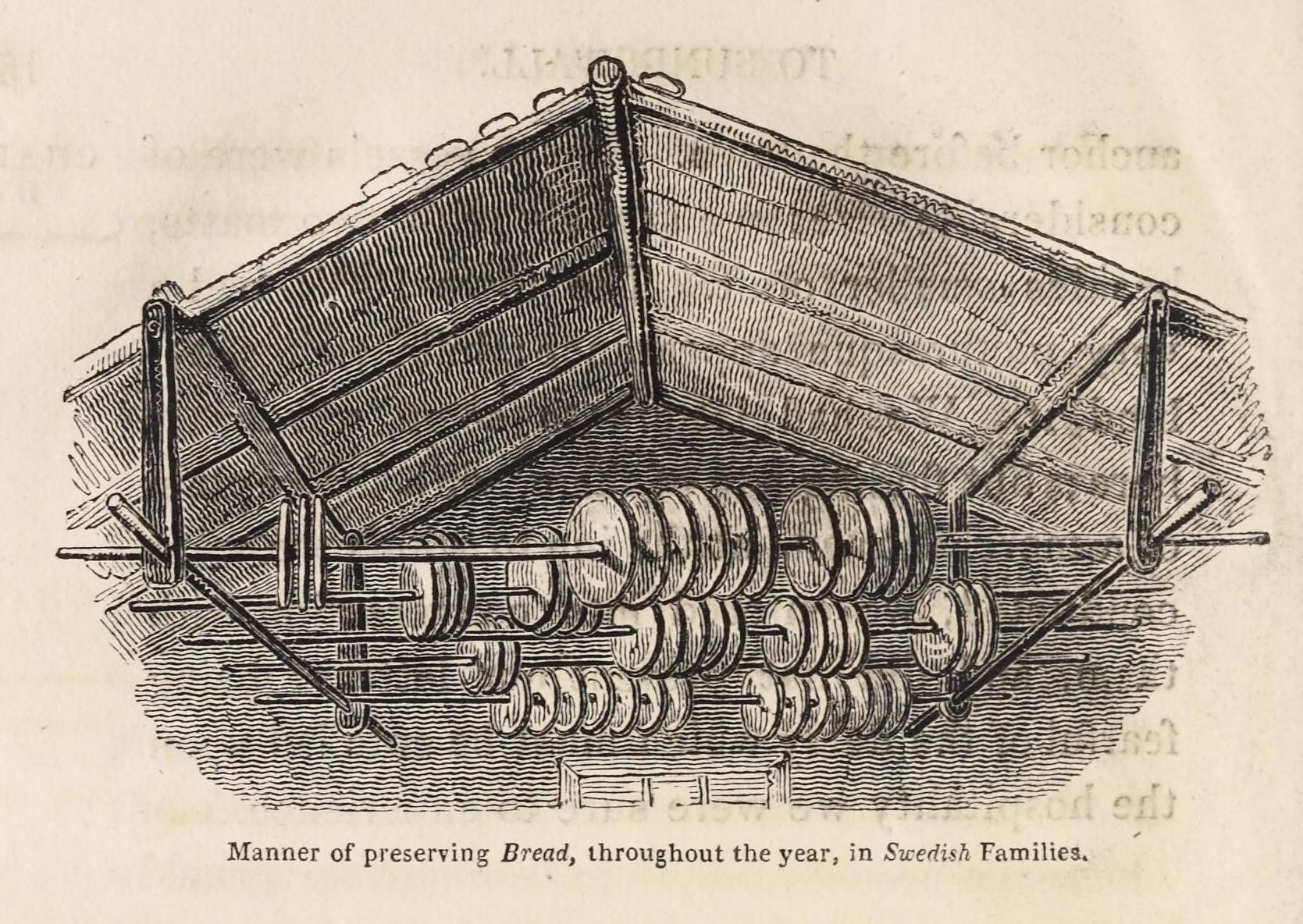
Sposób suszenia tradycyjnego pieczywa chrupkiego

Pieczywo chrupkie, chleb chrupki (szw. knäckebröd) – rodzaj pieczywa wypiekanego z ciemnej żytniej mąki, a następnie suszonego w wysokiej temperaturze, do momentu osiągnięcia 10% wody. Wypiek powstał w Szwecji i zyskał popularność w krajach skandynawskich. 

## Historia

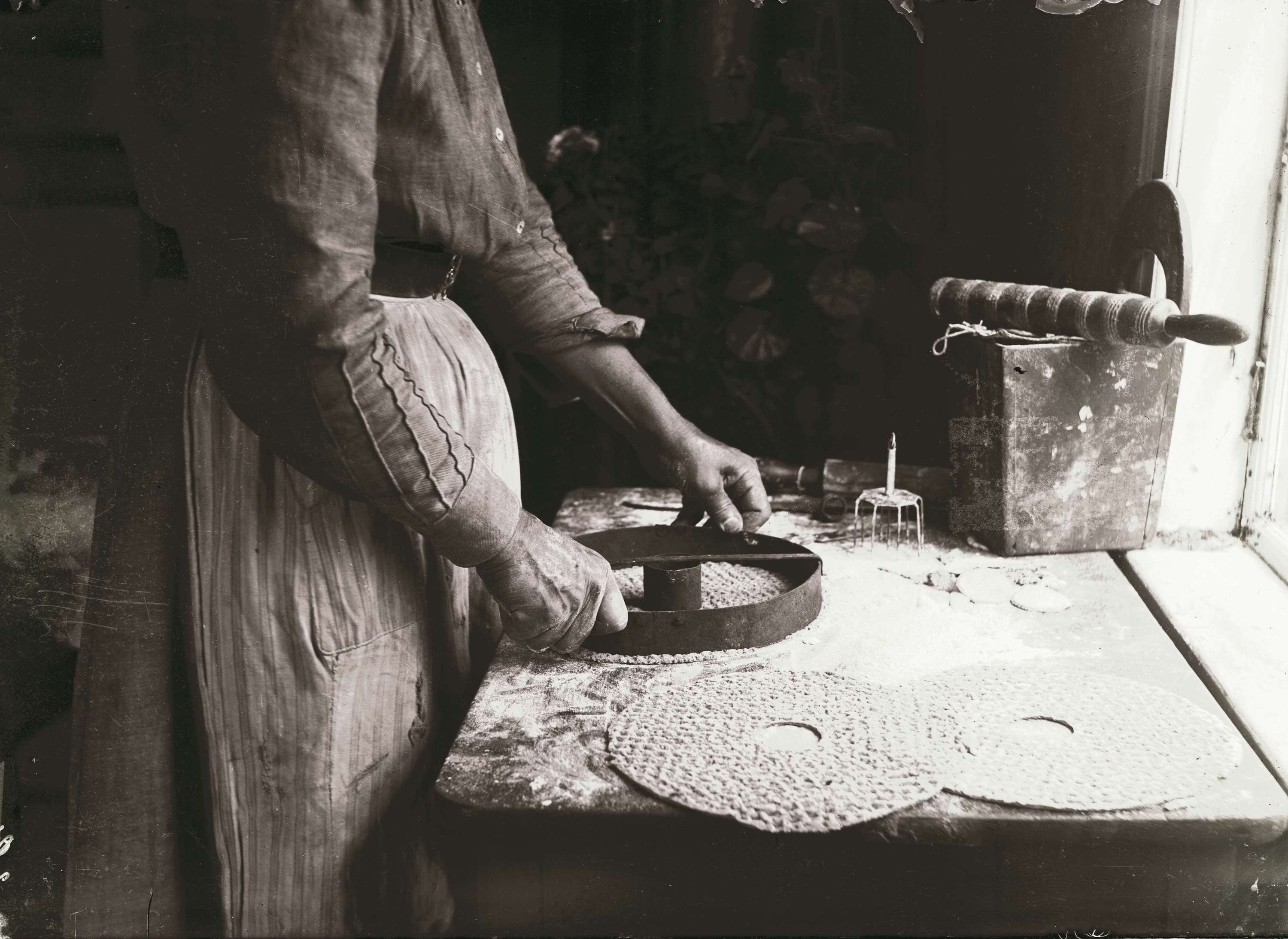
Wyrabianie chleba chrupkiego na pocz. XX w. w szwedzkiej prowincji Värmland

Pieczywo chrupkie wypiekane jest w Szwecji od przynajmniej XVII wieku. Początkowo wypiekano je dwa razy w roku – na jesień i na wiosnę. Ponieważ ziarno było szybko zjadane przez robactwo, pojawiła się potrzeba natychmiastowego wypiekania pieczywa, które byłoby trwałe do późnych miesięcy zimowych. Placki chleba były formowane przy użyciu wałka do ciasta, a następnie w środku formowano otwór, by ciasto po wypieczeniu mogło być suszone na żerdziach pod sufitem, w najsuchszym i najcieplejszym miejscu. Pierwsze komercyjne piekarnie pieczywa chrupkiego powstały w Szwecji na początku drugiej połowy XIX wieku. W połowie XX wieku chleb chrupki był wytwarzany przez ok. 20 producentów, na początku XXI w. produkowały go tylko dwa przedsiębiorstwa.

## Składniki
Istnieją dwa rodzaje pieczywa chrupkiego: pieczone na gorąco i podwójnie fermentowane oraz pieczone na zimno i bez drożdży, o wiele bardziej chrupkie i łamliwe. Najczęściej chleb chrupki wypieka się z najwyżej czterech składników: pełnoziarnistej, grubo mielonej mąki żytniej, drożdży, soli i wody, w piecu opalanym drewnem.  Możliwe jest wypiekanie chleba z mąki innych zbóż, takich jak owies czy jęczmień, możliwe są dodatki smakowe, np. kminek. 

## Wartości odżywcze
Kromka pieczywa chrupkiego dostarcza 19 kilokalorii, cztery razy mniej niż kromka chleba razowego, i odznacza się niskim indeksem glikemicznym. Pieczywo to zawiera duże ilości błonnika i nie jest podatne na wilgoć.

## Pieczywo w kulturze
Co roku 19 lutego obchodzony jest w Szwecji dzień pieczywa chrupkiego.